# Nachal Cafcafa
Nachal Cafcafa (hebrejsky נחל צפצפה) je vádí v jižním Izraeli, na severovýchodním okraji Negevské pouště, respektive v Judské poušti.
Začíná v nadmořské výšce okolo 350 metrů, v neosídlené hornaté pouštní krajině, na jižních svazích vrchů Har Itaj, Har Hidaj a Har Rivaj. Vede pak jihovýchodním směrem a zařezává se do okolního terénu.Ústí zleva do vádí Nachal Harduf, které jeho vody odvádí do povodí Mrtvého moře. Poblíž soutoku se nachází pramen Ejn Cafcafa (עין צפצפה). Vádí je turisticky využíváno.